# Колфакс (град, Калифорния)
Вижте пояснителната страница за други значения на Колфакс.
Колфакс (на английски: Colfax) е град в окръг Плейсър, щата Калифорния, САЩ. Колфакс е с население от 2005 жители (по приблизителна оценка от 2017 г.) и обща площ от 3,4 km². Намира се на 739 m надморска височина. ЗИП кодовете му са 95713, а телефонният му код е 530.